# 2020 en Afrique du Sud
Chronologie de l'Afrique du Sud
- 2016
- 2017
- 2018
- 2019
- 2020
- 2021
- 2022
- 2023
- 2024

Cet article présente les faits marquants de l'année 2020 en Afrique du Sud, ou concernant le pays.

## Évènements
- Pandémie de Covid-19 en Afrique du Sud :
  - Le 1er mars 2020, 150 Sud-Africains sont rapatriés de Wuhan[1].
  - Le premier cas a été détecté le 5 mars 2020 sur un homme de retour d'Italie[2].
  - Le 23 mars, le président Cyril Ramaphosa décide un confinement de 21 jours à partir du 26 mars pour une durée de trois semaines. L'armée doit être déployée pour assurer son respect[3].
  - Le premier décès est constaté le 27 mars 2020[4].
  - Plusieurs dizaines de policiers sont arrêtés pour avoir violé les lois de lutte contre le coronavirus, notamment pour avoir vendu des boissons alcoolisées confisquées[5].
  - Plus de 200 soignants cubains arrivent en Afrique du Sud le 27 avril pour prêter main-forte dans la lutte contre le coronavirus. Ils s'ajoutent aux quelque 200 médecins cubains qui se trouvent déjà en Afrique du Sud, dans le cadre d'une coopération médicale entre les deux pays[6]. L'Afrique du Sud bénéficie également de l'aide de la Chine[6].

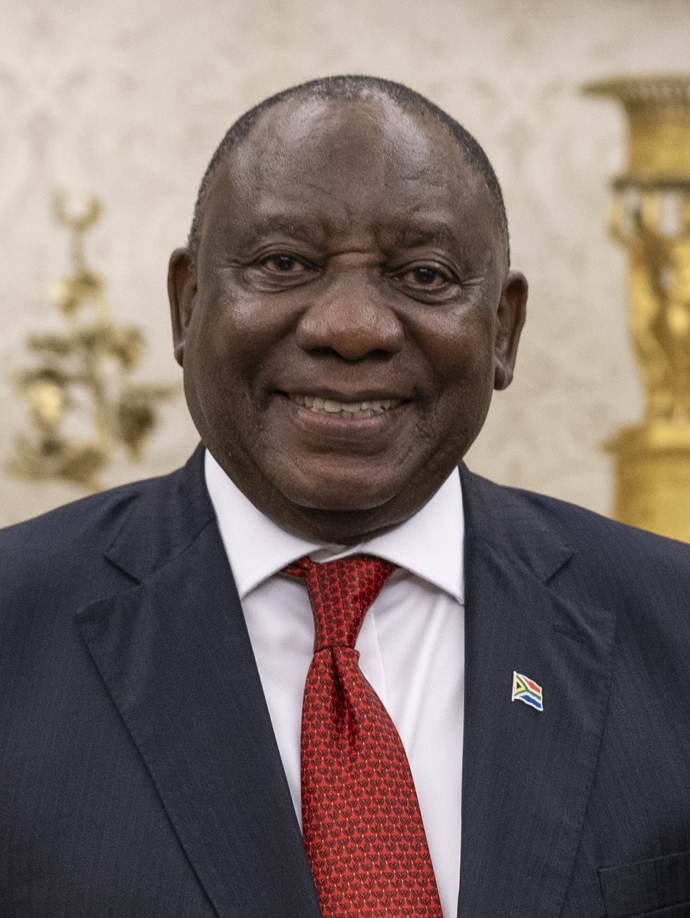
Cyril Ramaphosa.

- 11 juillet : en Afrique du Sud, un groupe d'hommes armés attaque et incendie des véhicules devant l'Église sainte internationale pentecôtiste à Zuurbekom (banlieue ouest de Johannesburg) tuant 5 personnes, et prend de force les locaux de l’Église, avant que la police n'intervienne et arrête 41 personnes (dont 6 hospitalisées après avoir été blessées par balles) dont des policiers, des militaires et du personnel pénitencier hors-service[7] ; l'hypothèse privilégiée par les enquêteurs est que cette attaque est liée aux querelles qui opposent deux courants pentecôtistes opposés au sein de cette Église qui veulent tous les deux en prendre le contrôle depuis la mort de son fondateur Comforter Glayton Modise en 2016[7].
- 14 août : publication dans Science de la datation d'une litière faite d'un tapis de cendres et de plantes, découverte dans la grotte Border Cave (Afrique du Sud), estimée à environ 200 000 ans, ce qui en fait la plus vieille couche construite de la main de l'homme connue[8],[9].

## Culture

### Cinéma
- Gretel et Hansel.
- Le Rythme de la jungle.
- La Sagesse de la pieuvre.

## Sport

### Cyclisme
- Saison 2020 de l'équipe cycliste NTT.

### Escalade
- Championnats d'Afrique d'escalade 2020.

### Football
- Championnat féminin du COSAFA 2020.
- Championnat d'Afrique du Sud de football 2019-2020.

### Natation
- Championnats d'Afrique de natation 2020.

### Rugby
- Saison 2019-2020 du Pro14.
- Saison 2020 de Super Rugby.